# مورغان شاريير
مورغان شاريير (بالفرنسية: Morgan Charrière؛ مواليد 26 أكتوبر 1995) هو مُقاتل فنون قتالية مختلطة فرنسي.

## وصلات خارجية
- مورغان شاريير على موقع يو إف سي (الإنجليزية)
- مورغان شاريير على موقع شيردوغ (الإنجليزية)
- مورغان شاريير على موقع Tapology.com (الإنجليزية)